# موراي د. مارتن
موراي د. مارتن (بالإنجليزية: Murray D. Martin)‏ هو شخصية أعمال وكبير الإداريين التنفيذيين أمريكي، ولد في 11 ديسمبر 1947 في Hawkesville, Ontario ‏ في كندا.

## وصلات خارجية
- موراي د. مارتن على موقع إن إن دي بي (الإنجليزية)